# Harvey Elliott
Harvey Daniel James Elliott, född 4 april 2003 är en engelsk fotbollsspelare som spelar för Liverpool.

## Klubbkarriär
Elliott gjorde sin debut för Fulham i september 2018, och blev den yngsta någonsin att spela i Engelska Ligacupen, 15 år och 174 dagar gammal. I maj 2019 blev han den yngsta spelaren att spela i Premier League, 16 år och 30 dagar gammal.
Den 28 juli 2019 värvades Elliott av Liverpool. I oktober 2020 lånades Elliott ut till Blackburn Rovers på ett låneavtal över säsongen 2020/2021. Den 11 augusti 2022 skrev Elliott på ett nytt femårskontrakt med Liverpool.

## Meriter

### Liverpool
- FA-cupen: 2022
- Engelska Ligacupen: 2022, 2024
- Community Shield: 2022